# Udamopyga neivai
Udamopyga neivai är en tvåvingeart som beskrevs av Guilherme A.M.Lopes 1940. Udamopyga neivai ingår i släktet Udamopyga och familjen köttflugor. Inga underarter finns listade i Catalogue of Life.